# Chrysichthys laticeps
Chrysichthys laticeps is een straalvinnige vissensoort uit de familie van de stekelmeervallen (Claroteidae). De wetenschappelijke naam van de soort is voor het eerst geldig gepubliceerd in 1932 door Pellegrin.